# II Zbór Kościoła Adwentystów Dnia Siódmego w Bielsku-Białej
Drugi Zbór Kościoła Adwentystów Dnia Siódmego w Bielsku-Białej – jeden z dwóch zborów adwentystycznych w Bielsku-Białej (obok pierwszego), należący do okręgu południowego diecezji południowej Kościoła Adwentystów Dnia Siódmego w RP.
Siedzibą zboru jest bielski Dom Opieki „Samarytanin” prowadzony przez Kościół adwentystyczny, stąd też członkami zboru są w dużej mierze pensjonariusze ośrodka oraz jego personel.
Pastorem zboru jest kazn. Mariusz Sobkowiak. Nabożeństwa odbywają się w kaplicy domu opieki przy ul. Bednarskiej 10 każdej soboty o godz. 9.30.